# Lord Oliphant

Wappen der Lords Oliphant

Lord Oliphant war ein erblicher britischer Adelstitel, der zweimal in der Peerage of Scotland verliehen wurde.

## Verleihungen
Der Titel wurde an Sir Laurence Oliphant verliehen. Das genaue Datum der Titelverleihung ist unbekannt. Urkundlich gesichert ist, dass er den Titel am 13. Januar 1464 bereits innehatte. Sein Ur-urenkel, der 5. Lord, verzichtete 1630 zugunsten der Krone auf den Titel, verstarb aber bevor eine erneute Verleihung mit geänderter Erbregelung existierte. Mit Wirkung zum 2. Juni 1633 erhob der König schließlich dessen Cousin Patrick Oliphant in zweiter Verleihung zum Lord Oliphant. Der Titel erlosch schließlich beim Tod seines Nachkommen, des 5. Lords im April 1748.

## Liste der Lords Oliphant

### Lords Oliphant (1464)
- Laurence Oliphant, 1. Lord Oliphant († 1499)
- John Oliphant, 2. Lord Oliphant († 1516)
- Laurence Oliphant, 3. Lord Oliphant (1505–1566)
- Laurence Oliphant, 4. Lord Oliphant (1527–1593)
- Laurence Oliphant 5. Lord Oliphant (1583–1630) (Titelverzicht 1630)

### Lords Oliphant (1633)
- Patrick Oliphant, 1. Lord Oliphant († 1680)
- Charles Oliphant, 2. Lord Oliphant († 1709)
- Patrick Oliphant, 3. Lord Oliphant († 1721)
- William Oliphant, 4. Lord Oliphant († 1728)
- Francis Oliphant, 5. Lord Oliphant (1715–1748)